# Dogo, Niger
Dogo este o comună rurală din departamentul Mirriah, regiunea Zinder, Niger, cu o populație de 61.551 de locuitori (2001).